# Kvinnebyamuletten
Kvinnebyamuletten (signum: Öl SAS1989;43) är ett runristat runbleck, eller en amulett, från 1000-talet e.Kr. som upptäcktes i mitten av 1950-talet i Södra Kvinneby på Öland. Amuletten är kvadratisk, cirka 5×5 cm och gjord av koppar. Vid en kant finns ett litet hål som antagligen använts för att hänga amuletten runt halsen. Den förvaras på Statens historiska museum.

## Inskrift
Inskriften består av cirka 140 runor, placerade i fem rader på bleckets framsida och i fyra rader på baksidan. Efter den sista runan har en fisk tecknats. Det är okänt om fisken har en koppling till inskriften.
Inskriften är en av de längsta och bäst bevarade från sin tid, men har trots det visat sig vara svår att tolka. Den ”officiella” runtolkningen och översättningen i databasen ”Rundata” lyder:
Translitterering av runraden:
§A × hir| |risti| |ik þiʀ birk ¶ bufi miʀ fultihu ¶ þis þe|ʀ| |e|ʀ uis in bra| |al¶ti| |ilu fran bufa þor keti h¶ans miʀ þem hamri sam huʀ 
§B hafi kam fly fran iluit ¶ feʀ eki af bufa kuþ iʀu ¶ untiʀ hanum auk yfiʀ han¶um
Normalisering till runsvenska:
§A Her risti ek þæʀ berg, Bofi, með/... fultihu þis þæʀ eʀ viss. En bra haldi illu fran Bofa. Þorr gæti hans með þæim hamri sem(?) uʀ(?) 
§B hafi(?) kvam(?). Fly fran illvætt! Fær ækki af Bofa. Guð eʀu undiʀ hanum ok yfiʀ hanum.
Översättning till nusvenska:
Här ristar/ristade jag skydd för dig, Bófi, med … … … till dig är säkert. Och låt åskan hålla illdåd borta från Bófi. Må Tor skydda honom med hammaren som ur havet kom. Fly från ondska! Du/det får/ges ingenting av Bófi. Gudarna är under honom och ovan honom.

## Tolkningsförsök
Det finns fem andra alternativa tolkningsförsök.

### Bruce E. Nilsson 1976
Bruce E. Nilsson var den första att erbjuda en tolkning. Nilsson ignorerar en runa som verkar vara en bindruna i början av inskriften, och kommer fram till följande tolkning:
tiʀþiʀbirk
bufimiʀfultihu
risþeʀuisinbral
tilufranbufaþorketih
ansmiʀþemhamrisamhuʀ
hafikamflufraniluit
feʀekiafbufakuþiʀu
untiʀhanumaukyfiʀhan
um
Översättning till svenska:
Ära till er bär jag, Bove. Hjälp mig! Vilka är visare än ni? Och bär allt i (form av) ondska från Bove. Må Tor skydda honom med hammaren som kom från havet, (och som) flydde från ondskan. Vett far ej från Bove. Gudarna är under och ovan honom.
Nilsson tolkar det som att amuletten är ett åkallande av gudarna för att skydda Bove, speciellt när han är ute till havs. Detta baseras på teckningen av fisken, omnämnandet av havet i texten samt var amuletten hittades.
Nilsson förstår omnämnandet av Tor och hans hammare som en referens till sagan om Tors fiskafänge, där han kastade sin hammare i huvudet på Midgårdsormen. Eftersom Tors hammare alltid återkommer till den som kastar den så kan det hänga ihop med att den ”flyr från ondska” och ”kom från havet”.
Vidare försöker Nilsson inte tolka de första runorna, som skulle kunna tolkas som bindrunor. Han nämner bara att de kanske kan stå för ett gudanamn. Nilsson fastnar dock mer för den avbildade fisken, och föreslår att den kanske innehåller runor. Fenorna kan enligt honom representera runorna ’nbh’. Nilsson föreslår att meningen utläses genom att man tar hänsyn till runornas enskilda betydelse, därför ger amuletten ”befrielse” från ”hagel” och ”nöd”. Han tillägger att denna tolkning dock inte alls är säker. 
Senare runologer har inte tagit Nilssons tolkning i beaktande.

### Ivar Lindquist 1987 (postum publicering)
Ivan Lindquist tog över 30 år på sig att försöka tolka amuletten, vilket märks tydligt. Han har ett otal tolkningar, där dock alla cirklar kring samma centrala tema. Enligt Lindquist innehåller amuletten en högtidlig bön till jordgudinnan, omnämnd som Erka, Fold och Undirgoð (guden under) och hennes enda son: Tor. 
Två av Linquists tolkningar lyder:
Här jag, genom skaldekonsten känner gud(innan) där nedan, för mig, Bófi, för att rädda mig själv. Jord, jag är känd för Dig! Må den ende sonen hålla ondska borta från Bófi. Må Tor skydda honom med hammaren som krossar Ámr, den tunge Ámr. Fly, vidriga sjukdomsvarelse! Få inget av Bófi. Gudarna är ovan och under honom.
Samt:
Jag här för Erka, världens gud där nedan, för mig, Bófi, för att rädda mig själv. Jord, jag är känd för Dig! Och må åskframmanaren fjärna ondska från Bófi. Må Tor skydda honom med hammaren som krossar Ámr. Gå havet, Ámr! Fly, vidriga sjukdomsvarelse! Få inget av Bófi. Gudarna är ovan och under honom
På etymologiska grunder antar Lindquist att Ámr är en sjukdomsdemon.

### Börje Westlund 1989
Enligt Westlund så är Lindquists tolkning av ”bindrunorna” i början av inskriften felaktiga. Enligt Westlund handlar det inte om komplicerade bindrunor utan om vanliga runor. För att stödja sin tes använder han en inskrift funnen nära Novgorod 1983 och som tolkats av den ryska runologen Elena Melkinova 1987. Detta material var inte tillgängligt för varken Lindquist eller Nilsson.
Westlund läser de första runorna som ”hiristikþirbirkbufi” och normaliserar dessa till västnordiska ”Hér rísti ek þér björg Bófi”, vilket kan översättas till ”Här ristar jag skydd för dig, Bófi”. Istället för att Bófi skulle ristat själv, och skrivit om sig själv, har vi här en annan ristare som adresserar Bófi i inskriften.
Westlund går vidare och nekar till Lindquists ”bön till Jorden”. Istället ger han inskriften en mer magisk innebörd. Även om han förnekar Lindquists tolkning av  ”meʀfultihuþis” (”med Jorden i sinnet”) och Nilssons tolkning av ”samhuʀhafikam” (”som kom från havet”) ger han ingen alternativ förklaring. Totalt sett menar han att Lindqvist läser in för mycket i inskriften och försöker nå en mer ”jordnära” lösning:
x hiristik þiʀ birk / bufi meʀ fultihu / þis þeʀ uis in bral / tilu fran bufa þor keti h / ans miʀ þem hamri samhuʀ / hafikam fly fran iluit feʀ eki af bufa kuþ iʀu / untiʀ hanum auk yfiʀ han / um
Här jag ristar (eller: ristade) skydd för dig, Bófi, med ... är säkert för dig. Och må åskan hålla ondska (borta) från Bófi. Tor skyddar honom med sin hammare ... Fly från den onda varelsen! Det (?) ges inget från Bófi. Gudarna är under och ovan honom.
I sin slutsats argumenterar Westlund mot Linquists syn på amuletten som en ren hednisk bön. Westlund menar att omnämnandet av Tor och ”gudarna” reflekterar en senare magisk syn på de hedniska gudarna. Han går till och med så långt att han menar att bäraren av amuletten antagligen var en döpt kristen man.

### Ottar Grønvik 1992
1992 gav Ottar Grønvik en ny tolkning i vilken han försöker återupprätta Lindquists arbete. Lindquists bindrunor spelar åter en roll i tolkningen:
h(i)ʀiurkimsutiʀkuþiʀbirk
bufimeʀfultihu
þisþeʀuisinbral
tilufranbufaþorketih
ansmiʀþemhamrisamhyʀ
hafikamflyfraniluit
feʀekiafbufakuþiʀu
untiʀhanumaukyfiʀhan
um

### Jonna Louis-Jensen 2001

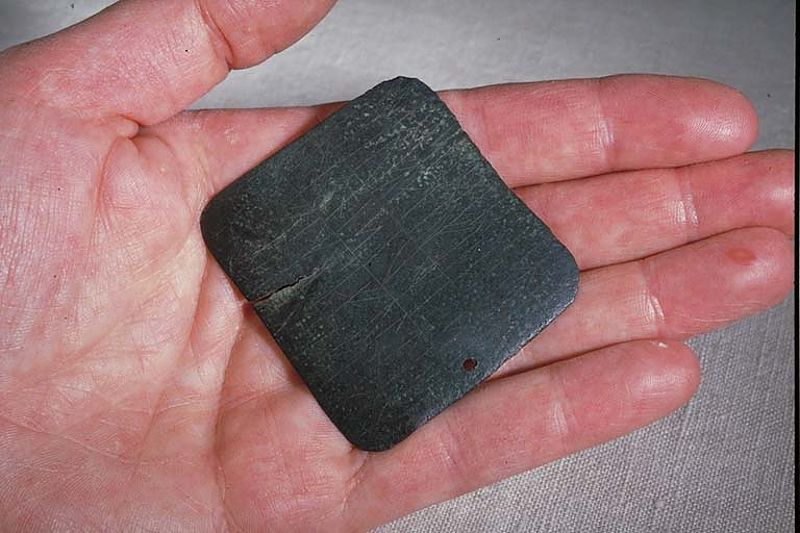

2001 fortsatte Jonna Louis-Jensen i Grønviks linje med en tolkning som involverar sjukdomsdemonen Ámr. Hon erbjuder följande normalisering och översättning:
| H(ǣ)ʀ'k ī kūri (ī)ms undiʀ guþi, (æ)ʀʀ ber'k Būfi mǣʀ fūlt ī hūþ - es þǣʀ vīs in brā - <h>alt illu frān Būfa! Þōrr gǣti hans mēʀ þæm hamri (e)s Ām hyʀʀ! Haf ekka, Ām! Flȳ frān, illvētt! Fæʀʀ ækki af Būfa; guþ eʀu undiʀ hānum auk yfiʀ hānum. | Jag hukar häri, under sotguden; Jag, Būfi, bär ett varigt sår i min hud - du vet var den glittrande är - håll ondska borta från Būfi! Må Tor skydda honom med hammaren med vilken han slår Āmr. Må du ha åkomman, Āmr! Vik hädan, onda varelse! Åkomman lämnar Būfi, det är gudar nedan honom och ovan honom. |

## Notes
1. 1 2  Samnordisk runtextdatabas, Öl SAS1989;43, 2014
2. ↑  Louis-Jensen (2005).